# Laza Kostić
Lazar „Laza” Kostić (cyr. Лазар „Лаза” Костић; ur. 31 stycznia 1841 w Kovilju, zm. 9 grudnia 1910 w Wiedniu) – serbski poeta romantyczny.
Więziony za liberalne poglądy. Pisał liryki miłosne i patriotyczne, ballady, tragedie historyczne, m.in. Maksim Crnojević, rozprawy filozoficzno-estetyczne. Awangardowi poeci XX wieku uznali go za swojego prekursora. Zajmował się również przekładaniem dzieł Williama Szekspira.